# 鶴来正基
鶴来 正基（つるぎ まさき）は、石川県金沢市出身の男性音楽家、作曲家。メインの楽器はピアノとキーボード。青山学院大学卒業。

## 経歴
6歳よりピアノを始める。高校時代は吹奏楽部に在籍、そのかたわらでピアノを越野正信、作曲を大能正紀に師事。大学時代にVARIETEに参加。1985年に、VARIETEのメンバーとしてアルファレコードよりデビュー、アルバムを2枚発表。VARIETE解散後はピアニスト、作・編曲家として活動。緻密に構築された録音物を作成するが、ステージでの演奏は即興性が強い。

## 楽曲提供
- 浅香唯
  - So far away（編曲）
- 奥井亜紀
  - 0.99（編曲）
  - 夏予報（編曲）
  - フィーヨルディー (北の港に住む精霊)（編曲）
- 乙葉
  - 心のカメラ（編曲）
- 桂正和
  - 心の水たまり（作曲・編曲）
- 小泉今日子
  - 僕はドロボー（編曲）
- 沢田研二
  - SPLEEN 〜六月の風にゆれて〜（編曲）
  - 2人はランデブー（編曲）
  - 夜明け前のセレナーデ（編曲）
- THE BOOM
  - 敬称略（作曲、THE BOOMと共作）
  - 暁月夜〜あかつきづくよ〜 feat.石川さゆり（編曲）
  - 情ションガイネ（ホーンアレンジ）
- CHAKA
  - 新しい日々（編曲）

### アニメソング
マーメイドメロディー ぴちぴちピッチ
- 「翼を抱いて」（歌：ミケル（皆川純子）/作曲・編曲）
- 「明日が見えなくて」（歌：天城みかる（新谷良子）/作曲）
- 「Birth of Love」（歌：星羅（喜多村英梨）/作曲）

## 劇伴作品

### アニメ
- マーメイドメロディー ぴちぴちピッチ（2003年）
- カッパの飼い方（2004年）

## レコーディング
- EBI
  - 『MUSÉE』
- 田村直美
  - 『MONSTER OF POP』
- 谷村有美
  - 『Daybreak』
- ピチカート・ファイヴ
  - 『couples』
- ふきのとう
  - 『Heartstrings』
- Mr.Children
  - 『深海』
- 遊佐未森
  - 『瞳水晶』
  - 『空耳の丘』
  - 『ハルモニオデオン』
  - 『HOPE』
  - 『モザイク』
  - 『アルヒハレノヒ』
- L'Arc〜en〜Ciel
  - 『Peeping Tom』[1]